# Língua boiapuri
Boiapuri (Bhojpuri) é uma língua regional asiática falada no centro-norte e leste da Índia (leste de Biar, noroeste de Jarcanda, região Purvanchal de Utar Pradexe) e no Nepal (Terai).  Também é falada na Guiana, no Suriname, em Fiji, Trinidad e Tobago e Maurícia.

## Classificação
A língua boiapuri faz parte do continuum de línguas de Bangladexe-Índia do leste que se estendiam de Assam até Varanasi. Enquanto que demais áreas de Biar e de Utar Pradexe adotaram o novo padrão Hindi, o boiapuri permaneceu forte nas áreas entre Patna e Vanarasi.
A língua foi classificada como um dialecto do Hindi e ainda é assim considerava do governo da Índia, mesmo sendo numerosos seus falantes em áreas muito habitadas. . No entanto, alguns linguistas classificam-na agora uma língua e assim seria um dos idiomas com maior número de falantes do mundo (cerca de 150 milhões). Desde já, o Governo da Índia vem se preparando para garantir "status" de uma Língua nacional ao boiapuri.
Boiapuri compartilha vocabulário com Sânscrito, Hindi, Urdu e outras Línguas indo-arianas do norte da Índia. São várias as línguas Biari relacionadas ao boiapuri, como Maithili e Magadhi, as quais fazem ainda parte da zona Leste do grupo das Línguas indo-arianas, como o Bengali e o Oriá.

## Falantes
Conforme artigo publicado no jornal The Times of India, estima-se que haja cerca de 150 milhões de falantes de boiapuri, sejam usando a língua como primeira ou segunda:
- 70 milhões em Utar Pradexe
- 80 milhões em Biar
- 6 milhões fora das áreas natais boiapuris em Biar e Purvanchal. Estão no Nepal (princ. em Birgunj), em Maurícia, Fiji, Suriname, Guiana, Uganda, Singapura, Trinidad e Tobago, São Vicente e Granadinas, Reino Unido, Canadá e Estados Unidos.

Se realmente o boiapuri, atualmente considerado como dialeto, for garantido como uma Língua, essa será a terceira mais falada na Índia (depois do Hindi e do Bengali), uma das dez mais faladas no mundo, o que irá surpreender muitos indianos. .
Porém, hoje as cifras oficiais conforme o Censo da Índia de 2001 são muito menores, sendo cerca de 33 milhões os falantes de boiapuri, considerado como um dialeto da sub-família do Hindi.

## Dialetos
São muitos os dialectos do boiapuri, sendo 3 ou 4 somente em Utar Pradexe.
Os dialetos boiapuris, variantes e línguas crioulas são faladas em outras partes do mundo, incluindo Brasil, Fiji, Guiana, Maurícia, África do Sul, Suriname, Trinidad e Tobago. No final do século XIX e início do século XX, muitos colonizadores das Américas, Oceania e das Índias Ocidentais, necessitados de mão de obra e não podendo conter com escravos da África, em função da abolição, importaram trabalhadores da Índia para suas plantações. Ainda hoje, muitos indianos das  Américas, Índias Ocidentais e Austrália falam boiapuri com língua nativa ou como segundo idioma.
No Suriname é falada pelos Hisdustanis locais, sendo chamada Sarnami Hindi ou somente Sarnami, quando misturada com palavras do Inglês crioulo ou Holandês. Nas Guianas e em Trinidad Tobago são menores as percentagens de falantes do que no Suriname. O boiapuri de Maurícia inclui muitas palavras crioulas e do inglês e o de Trinidad e Tobago usa palavras caribenhas e também do inglês.

## Boiapuri no Nepal
Boiapuri é falado por pelo menos 2,5 milhões de pessoas no Nepal (9% da população do país) nos distritos categorizados como boiapuris, que ficam entre as regiões Mithilanchal e Awadh. São Rautahat, Bara, Parsa, Chitwan, Nawalparasi, Rupandehi. Como o povo das colinas migrou em grande quantidade para esses distritos, a língua boiapuri nativa veio sofrendo muita adulteração pela influência do Nepalês que foi imposto aos moradores da região. Porém, os habitantes Nepalis dessas regiões boiapuris foram se tornando modestos falantes da língua e podem entender bem o boiapuri. Também os falantes de Maithili e Awadhi podem entender facilmente o boiapuri. O total de pessoas que podem entender chega a cerca de 12 milhões, mas os que a tem como primeira ou segunda língua são cerca de 4 milhões.
Muitas das estações de rádio bem populares apresentam notícias e matérias de entretenimento em boiapuri, porém, como a maioria dos locutores são Nepalis, a língua boiapuri nesses casos soa bastante estranha. As rádios boiapuris mais populares são hoje: Gadhimai FM, Indreni FM, Bijay FM, Rupandehi FM, Samyak FM,  Radio Birgunj, Narayani FM, outras, devendo ainda entrar nesse rol as rádios Masti FM, Nobel FM, Kadambari FM, Rautahat FM, Gaur FM, Radio Namaste and Madhyabindu FM.
Em Catmandu, Music FM apresenta canções boiapuris e alguns programas diários na língua. A Rádio Nepal, emissora do Estado, apresenta Notícias em boiapuri diariamente às 18:05. Também a TV-2, também estatal apresenta semanalmente programas culturais boiapuris. São no máximo cinco Jos ornais em boiapuri circulando regularmente no Nepal.

## Literatura
A região de falantes boiapuri apresentou uma proeminência intelectual que foi evidenciada em sua literatura. Isso se deve a sua rica tradição em produzir lideres do período pós-independência da Índia como o primeiro presidente do país Rajendra Prasad, outros conhecidos políticos, humanitários como Dr. Krishna Dev Upadhyaya.
Boiapuri foi uma das bases para o desenvolvimento da língua principal da Índia independente, o Hindi, no século XX.  Bhartendu Harishchandra, considerado o pai do Hindi literário, foi muito influenciado pela entonação e estilo do boiapuri de sua região nativa. O desenvolvimento posterior do Hindi foi conduzido por proeminentes laureados como Mahavir Prasad Dwivedi e pelo Munshi Premchand também da região de influência boiapuri. Bhikhari Thakur, tido como o William Shakespeare de boiapuri, produziu peças teatrais incluindo clássicos de Bidesiya. O pioneiro Dr. Krishna Dev Upadhyaya do distrito de Ballia dedicou 60 anos pesquisando e catalogando Folclore de boiapuri. Dr. H. S. Upadhyaya escreveu  o livro Relações nas famílias Hindus retratadas nas canções folclóricas boiapuris (1996). Ambos catalogaram milhares de canções folclóricas boiapuri, também enigmas e provérbios dos distritos de Purvanchal (Utar Pradexe), Biar, Jarcanda, Chotta Nagpuri próximos a Bengala.
A literatura boiapuri teve sempre um papel contemporâneo, pois temas de folclore, música e poemas folclóricosnela prevaleceram. Na sua forma escrita se iniciou nos primeiros anos do século XX. Durante a era da Índia britânica, o boiapuri, então conhecida como "Língua da Província da Fronteira Norte", adotou um tom de patriotismo na sua literatura e depois da Independência da Índia se voltou para a comunidade. Mais tarde, em consequência do baixo desenvolvimento econômico da região da língua boiapuri, as obras literárias se voltaram para sentimentos humanos e as dificuldades da vida cotidiana.
A literatura boiapuri não seria completa sem a imemorial obra "Bidesia" de "Bhikhari Thakur", porém, infelizmente não haver hoje conscientes tentativas para preservar essa literatura que tem muita base no folclore.
Uma publicação recente ( 2009), Bhojpuri-Lok Sahitya  apresenta uma pesquisa muito detalhada sobre os sedimentos históricos e sociais da o origem e desenvolvimento temporal da cultura Bhojouri. Trata-se de uma obra com exaustiva informação, uma jóia rara, para quem quer saber mais sobre a língua boiapuri, apresentando em especial muitas informações e coletâneas sobre canções folclóricas pesquisas em muitas fontes pelo autor. Essas canções folclóricas, porém, vêm se extinguindo como o advento das novas tecnologias e do cinema. O livro não preserva somente as canções na forma escrita, mas também mostra imagens para uma melhor apreciação.

## Escrita
O boiapuri foi, ao longo de sua existência, escrita em diversos alfabetos de vários grupos étnicos. Até o fim do século XIX, foi escrita em Kaithi e também em nastalique, uma variante do alfabeto persa.

### Kaithi
A escrita Kaithi foi usada com objetivos administrativos na era Mughal para escrever boiapuri, maitili, Bangla, Urdu, Magahi e Hindi desde pelo menos o século XVI até a 1ª década do século XX. Alguns jornalistas do Governo reportaram que os uso dessa esceita em uns poucos distritos de Biar até os anos 60 (século XX). Kaithi é possivelmente usada até hoje, num nível limitado, em distritos rurais do norte da Índia. A importância da escrita cresceu quando os governos britânicos da presidência de Bengala (território onde ficavam o sul do atual Nepal e Biar) e das Províncias do Noroeste da Índia e Awadh (NWP&O) selecionaram essa escrita para administração e educação.
Esse crescimento veio com a padronização da escrita Kaithi em 1875 pelo governo de NWP&O com objetivo de adaptá-la à educação formal. Depois veio a escolha do Kaithi pelo governo de Biar para uso oficial na justiça e em administração em 1880. Daí em diante, Kaithi substituiu a escrita Persa nas cortes de justiça desse estado. Adicionalmente, em função crescente da taxa de alfabetização em Kaithi, os governos de Biar e de NWP&O fizeram o Kaithi como meio para instrução escrita nas escolas primárias.

### Nastalique (Persa)
Antes de 1880 todos serviços administrativos de Biar eram feitos na escrita persa (ou nastalique) e possivelmente todos os Muçulmanos alfabetizados da região de falantes de boiapuri escreviam documentos e trabalhos não oficiais em nastalique.

### Devanagari
Por volta de 1894, em Biar ambas escritas, Kaithi e eram usadas, o que veio a abrir caminho para a substituição completa do Kaithi pela escrita Devanagari. Hoje, quase tudo da língua boiapuri na Índia é escrito em Devanagari, ocorrendo o mesmo nas ilhas distantes onde a língua boiapuri é falada.

### Mídia boiapuri
São publicados jornais e revistas boiapuris em Utar Pradexe, Biar, Assão e Bengala Ocidental. Uma importante revista escrita nessa língua é Sunday Indian de Nova Delhi, a principal publicação mensal boiapuri de Guwahati é Sanesh - Bhojpuri Lok Lucknow (Bhojpuri  Newspapers List. RNI. language.asp;
Há também emissoras de televisão boiapuris - Mahuaa TV e Hamar TV

## Fonologia
|             | Bilabial | Bilabial | Labio- dental | Labio- dental | Dental/ Alveolar | Dental/ Alveolar | Retroflex | Retroflex | Post-alveolar/ Palatal | Post-alveolar/ Palatal | Velar | Velar | Uvular | Uvular | Glotal | Glotal |
| ----------- | -------- | -------- | ------------- | ------------- | ---------------- | ---------------- | --------- | --------- | ---------------------- | ---------------------- | ----- | ----- | ------ | ------ | ------ | ------ |
| Nasal       | m        | m        |               |               | n                | n                | (ɳ)       | (ɳ)       |                        |                        |       |       |        |        |        |        |
| Plosiva     | p pʰ     | b bʱ     |               |               | t̪ t̪ʰ             | d̪ d̪ʱ             | ʈ ʈʰ      | ɖ ɖʱ      |                        |                        | k kʰ  | ɡ ɡʱ  | q      |        |        |        |
| Africado    |          |          |               |               |                  |                  |           |           | tʃ tʃʰ                 | dʒ dʒʱ                 |       |       |        |        |        |        |
| Fricativa   |          |          | f             |               | s                | z                |           |           | ʃ                      |                        | x     | ɣ     |        |        |        | ɦ      |
| Tap ou Flap |          |          |               |               | ɾ                | ɾ                | (ɽ) (ɽʱ)  | (ɽ) (ɽʱ)  |                        |                        |       |       |        |        |        |        |
| Aproximante |          |          | ʋ             | ʋ             | l                | l                |           |           | j                      | j                      |       |       |        |        |        |        |

## Usos e características
Muitos dos falantes das línguas do norte da Índia acham engraçadas e únicas as características do boiapuri. Nos filmes de  Bollywood, todas as línguas faladas nas vilas de Utar Pradexe, Biar, sul do Nepal, sul de Jarcanda são frequentemente chamados de boiapuri. Boiapuri representa, assim, todos sotaques, tons, comportamentos, estórias das vilas, idiomas tais como  Awadhi, Braj bhasha, Kortha, Nagpuria, Magahi, Maithili. Algumas dessas características são apresentadas a seguir:

### Aspectos da fala
- Adição de “Waa” ou “eeya” a Substantivos e as vezes em Verbos.

Substantivos masculinos
Em hindi com estilo boiapuri –  “ शाहरुखवा कहा कि ये मेरा कुत्ता नही है ”
Na própria língua boiapuri - “ शाहरुखवा कहलख/कहलस कि ई हमार कुकुर ना ह”
Tradução português – Shahrukh disse que ele não é meu cão.
Tradução português (est. boiapuri) – Shahrukhwa disse que ele não é meu cão
Substantivos masculinos:
Em Hindi com estilo boiapuri – “ रिमिया रिया सेनवा के बहन है ”
 Na própria língua boiapuri  - “ रिमिया रिया सेनवा के बहिन बिया ”
Tradução português – Rimi é a irmã de Riya sen
Tradução português (est. boiapuri) –Rimi é a irmã de Riya senwa.
Em Hindi com estilo boiapuri – “ लठीया चला के तुम्हारा कपार फोर देंगे”
  Na própria língua boiapuri  - “लठीया चला के तोहार/तोहर कपारवे फोर देम ”
Tradução português – Vou jogar a pau e rachar teu crânio
Tradução português (est. boiapuri) – Vou jogar a pau e rachar teu crâniowa.
Ver que os nomes femininos terminando em “ee ” temos “eeya” como em “ रिमि que se torna रिमिया ” e "लाठी"  se torna "लठिया" de modo similar nomes femininos terminando em “uu” se tornam “uaa”:
Em Hindi com estilo boiapuri – “खुश्बुआ का बाप मर गया है ”
 No próprio boiapuri  - “खुश्बुआ के बाप मू गईल बा / खुश्बुआ के बाबू मू गैईल बाना ”
Tradução português – O pai de Khusbu’s morreu
Tradução português (est. boiapuri) – O pai de Khusbuaa ’s morreu
Além desses, todos outros nomes femininos e outros substantivos recebem "waa" no final.

- Adição de "eeye" ou "ey" em advérbios, adjetivos, pronomes

Em Hindi com estilo boiapuri –  हम बहुत नजदिके से आ रहें है
No próprio boiapuri – हम बहुत नजदिके स आवतानी/ आ रहल बानी.
Tradução português – Estou vindo de um lugar muito próximo
Tradução português (est. boiapuri) – Estou vindo de um lugar muito próximo ey
>

### Pronúncia de palavras
Boiapuri tem um modo bem distinto de pronunciar fonemas, de modo que a maior parte dos indianos do norte percebe isso:
मैं कहता हूँ é realmente pronunciado em Hindi como मै कैहता हूँ , enquanto que em boiapuri a pronúncia é मैं कःहःता हूँ. A palavra para 'muita' (quantidade) é 'plenty' é escrita em boiapuri e em Hindi como बहुत, enquanto que Hindi pronuncia बहौत, boiapuri permanece बहुत mesmo na pronúncia.

### Formação de palavras
Mesmo que para os falantes de Hindi, algumas palavras boiapuri possam parecer "mal pronunciadas", isso resulta apenas de evoluções divergentes de línguas relacionadas:
- अमरुद é a palavra Hindi para goiaba, que em boiapuri é अमरूद
- साइकिल é a palavra Hindi para (vem do Inglês) para ciclo, em boiapuri muitos dizem साइकिल, सैकिलिया
- रक्सौल é uma cidade no distrito Champaran de Biar, muitas pessoas boiapuri pronunciam रस्कौल
- पहुँचना é a palavra Hindi para chegada, em boiapuri se diz चहुँपना
- उमेश é um nome Hindi que em boiapuri é falado उमेशवा
- बच्चा é uma palavra Hindi que em boiapuri é falada बचवा

### Comparação dialetos leste da Índia
| खड़ी बोली | भोजपुरी | अवधी | मैथिली   | मगही | सादरी | खोरटा | कोसला | मगधी | नागपुरिया | अंगिका  | थारु दांगौरा | थारु राना | बज्जिका |
| ----- | ---- | --- | ----- | --- | --- | --- | --- | --- | ----- | ---- | ------ | ----- | ---- |
| हम    | हमनी  | हम  | हम    | हम  | हम  | ?   | ?   | ?   | ?     | हम   | ?      | ?     | ?    |
| तू     | तू    | तो   | तू     | तू   | ?   | ?   | ?   | ?   | ?     | तो    | ?      | ?     | ?    |
| तुम    | तू    | तो   | तू     | तू   | ?   | ?   | ?   | ?   | ?     | तो    | ?      | ?     | तू    |
| मैं     | हम   | ?   | हम    | हम्मे | ?   | ?   | ?   | ?   | ?     | हम   | ?      | ?     | हम   |
| आप    | रउआ  | आप  | आंहा    | अपने | ?   | ?   | ?   | ?   | ?     | अपने  | ?      | ?     | आंहा   |
| मेरा    | हमार  | मोर  | हम्मर  | हमर | ?   | ?   | ?   | ?   | ?     | हम्मर | ?      | ?     | हम्मर |
| तुम्हारा  | तोहार  | तोर  | तोहर   | तोहर | ?   | ?   | ?   | ?   | ?     | ?    | ?      | ?     | तोहर  |
| तेरा    | ?    | ?   | तोहर   | तोहरा | ?   | ?   | ?   | ?   | ?     | ?    | ?      | ?     | तोहर  |
| हमारा   | हमरे  | ?   | अप्पन  | हमरा | ?   | ?   | ?   | ?   | ?     | ?    | ?      | ?     | हम्मर |
| मुझे    | ?    | ?   | हमरा   | हमरा | ?   | ?   | ?   | ?   | ?     | ?    | ?      | ?     | ?    |
| उसे    | ओकरा  | ?   | ओकरा   | ओकरा | ?   | ?   | ?   | ?   | ?     | ?    | ?      | ?     | ?    |
| उसका   | होकर  | ?   | ओक्कर  | ओकरा | ?   | ?   | ?   | ?   | ?     | ?    | ?      | ?     | ?    |
| इसका   | हेकर  | ?   | एक्कर  | एकरा | ?   | ?   | ?   | ?   | ?     | ?    | ?      | ?     | ?    |
| ये     | हई   | ?   | इ     | इ   | ?   | ?   | ?   | ?   | ?     | ?    | ?      | ?     | ?    |
| वो     | हऊ   | ?   | उ     | उ   | ?   | ?   | ?   | ?   | ?     | ?    | ?      | ?     | ?    |
| क्यूँ    | काहे   | काहे  | Kiyea | काहे  | ?   | ?   | ?   | ?   | ?     | ?    | ?      | ?     | ?    |

## Conhecidos
O estudioso, polímata e poliglota Mahapandit Rahul Sankrityayan escreveu trabalhos em boiapuri, bem como outros eminentes escritores como Viveki Rai. Houve mais escritores que produziram obras nessa língua, porém a quantidade é ínfima se comparada com a grande quantidade de falantes.
Alguns notáveis falantes de boiapuri são:
- lendário líder pela independência da Índia, Swami Sahajanand Saraswati
- primeiro Presidente do país, Rajendra Prasad
- ator - Manoj Bajpai
- Primeiro ministro da Índia Lal Bahadur Shastri
- Primeiro ministro da Índia Chandrasekhar
- Sharda Sinha , de Bihar Kokila, cantor folclórico, ganhador do prêmio Padma Shri.

## Palavras comuns

### Dias da semanas
| Português    | Boiapuri  | भोजपुरी    |
| ------------ | --------- | ------- |
| Domingo      | Eitwaar   | एतवार    |
| Seg. Feira   | Somaar    | सोमार     |
| Terça Feira  | Mangal    | मंगर     |
| Quarta Feira | Budhh     | बुध      |
| Quinta Feira | Barashpat | बिफे      |
| Sexta Feira  | Sookar    | सूक / जुमा |
| Sábado       | Sunicher  | सनिचर    |

### Numerais
Em boiapuri, ½, um meio, é chamado "aadha" ( आधा ) e quando ½ ou metade é usado com números maiores que 2 (dois), então  "saadhe" ( साढ़े ) é adicionado antes do número inteiro
 Ex:: 7.30 é dito "saadhe saat"( साढ़े सात ).
 ("s.1/2 sete")
Similarmente, ¼, um quarto, é chamado "sawaa"( सवा ) e quando ¼ ou um quarto menos do que um número inteiro, então  "pauney" ( पौने ) é adicionado antes do número "a ser atingido"
Ex: 7.15 é "sawaa saat" ( सवा सात ) e 7.45 é "pauney aath" ( पौने आठ ).
 (respect. "s.1/4 sete" - "1/4 oito")
Há ainda outros nomes especiais para numerais como 1.5 , 2.5 , 6 , 12. são respectivamente – "Dedh"( डेढ़ ), "Adhaai"( अढ़ाई ), "Aadha Darzan"( आधा दर्ज़न ), "Darzan"( दर्ज़न ) ely.
Para moedas (dinheiro) boiapuri usa os termos "Takiaa" ( टका ) , "Aanaa" ( आना ), "Kaudi" ( कौडी ), or "Paiisa" ( पईसा ) or "Ropeya / Rupaiya"( रोपेया / रुपईया ), palavras cujas pronúncias variam muito, dependendo das circunstâncias.
| Português                                                  | Boiapuri                                                        | भोजपुरी                                     |
| ---------------------------------------------------------- | --------------------------------------------------------------- | ---------------------------------------- |
| Zero, Um, Três, Quatro, cinco, seis, sete, Oito, Nove, Dez | Soonna, Ek, Du, Teen, Chaar, Paanch, Chau, Saat, Aath, Nau, Dus | सुन्ना, एक, दु, तीन, चार, पाँच, छौ, सात, आठ, नौ, दस |
| Um/Duas/Cinco/Dez/20/50/100 Notas (em papel) de Rúpia      | Ek/Du/Paanch/Dus/Bees/Pachaas/Sai takia                         | एक/दु/पाँच/दस/बीस/पचास/सय टकिया                 |
| Notas de 500/ 1000 ou maiores                              | Lamri ou Numri                                                  | लमरी चाहे नमरी                               |
| Uma Rúpia                                                  | Ek ropeya (p/ cotação)                                          |                                          |
| Moeda                                                      | Sikka                                                           |                                          |
| 25 Paisa(25 cents.)                                        | Chau anni                                                       |                                          |
| 50 Paisa(50 cents.)                                        | Atth anni (Atth = Aath)                                         |                                          |
| 75 Paisa(75 cents.)                                        | Baarey anaa (Baarey = Baarah )                                  |                                          |
| 100 Paisa                                                  | Sorey anaa ( Sorey = Sorah)                                     |                                          |

### Frutas - Vegetais
| Inglês      | Boiapuri     | भोजपुरी    | Inglês          | Boiapuri      | भोजपुरी     |
| ----------- | ------------ | ------- | --------------- | ------------- | -------- |
| Manga       | Aam          | आम      | Maçã            | Seo           | सेव       |
| Laranja     | Samtola/Limu | सम्तोला/लीमु | Limão           | Nimo/Nebua    | निमो       |
| Toranja     | Mausmi/      | मौसमी     | Papaia          | Papita/Armewa | पपीता/अरमेवा |
| Goiaba      | Roonie/Amdur | रुनी/अमदुर | Melão           | Jaamun        | जामुन      |
| Batata Doce | Shataalu     | शतालु     | Romã            | Anaar         | अनार      |
| Uva         | Angoor       | अंगूर     | "Custard apple" | Shareefa      | शरीफा      |
| Banana      | Keraa        | केरा      | Litchi          | Litchi        | लीची       |
| Tomate      | Tamaatar     | टमाटर    | Jaca            | Katahar       | कटहर     |
| Jaca        | Bhuikatahar  | भुईकटहर  |                 |               |          |

### Cores
| Português | Boiapuri | भोजपुरी         |
| --------- | -------- | ------------ |
| Vermelho  | Laal     | लाल           |
| Verde     | Hariyur  | हरियर         |
| Azul      | Aasmaani | आसमानी         |
| Amarelo   | Piyar    | पियर          |
| Rosa      | Gulaabi  | गुलाबी          |
| Preto     | Kariya   | करीया          |
| Branco    | Ujjar    | उज्जर         |
| Marron    | Khairahu | खैरःहुँ          |
| Cinza     | Raakh    | राख           |
| Índigo    | Neel     | नील           |
| Arco-Íris | Saabhaa  | साभा / इन्दरधनुष |

### Medidas
| Português | Boiapuri | भोजपुरी |
| --------- | -------- | ---- |
| Mão       | Haath    | हाथ   |
| Milha     | mile     | mile |

### Família
| Português   | Boiapuri                          | भोजपुरी         |
| ----------- | --------------------------------- | ------------ |
| Papai / Pai | Baabu / Abba                      | babuji       |
| Mamãe / Mãe | Maai / Maay / Ammi                | mai          |
| Irmã        | Bahin / Didi / Baaji              | bahin / jiji |
| Irmão       | Bhaai / Bhaiya                    |              |
| Avô         | Baba / Daada / Babba/ Aja         |              |
| Avó         | Daai / Aaji / Eeya / Daadi / Amma |              |

### Idiomas (khisa pacheesa)
न नौ मःन तेल होइ न राधा नचीहें
चिरई के जान जाए लइका के खेलौना
न रही बाँस न बाजी बँसुरी
सौ सोनार के एक लोहार के
नापल जोखल थाहे लैका डुब गेल काहे
चानी सोना में लाग जाई काई दमड़ी के गोदना संगे जाई
रहली में दु जनी पादली में कए जनी
नाँच न जाने अँगनवे टेढ़
मन चंगा त कठौती में गंगा
खाएके सतुआ पादेके मीठाई
 बाप के नाम साग पात पूत के नाम परोरा
एगो अनार सय गोड़े बेमार
जे खाए गोरू के गोस्त उ कइसे हीनू के दोस्त ?
झोरी मे झाट/फुट्हा न सराय मे डेरा
दुध के रखवारी करे बिलाई
नाया नौ दिन पुराना सौ दिन
 दिन भर हर-पर रात मे चहर-पहर पकड़े के गोड़ त पकड़ले बाड़े सोर
पानी में मछरी, नौ-नौ कुटिया बखरा
कौआ चले बगुला के चाल
बाप के नाम साग-पात बेटा के नाम परौर
दु अक्षर पढ़ लिया गुरुजी के दुख दिया बिन जोल ईद
हड्बडी के काम कनपट्टी मे सेनुर मेहरी के खीस डिहरी पर
सौती के खीस कठौती पर
बानर के हाथ मे नारियल
 बाड़ी पूजा पर मन बाटे भूजा पर मांगे के भीख पादे के बीख
लोग कहे आम त इ कहे इमःली
 राम राम जपना पराया माल अपना
 सकल चुड़इल के, मजमून परी के

### Saudações, outras
Alguns exemplos da língua boiapuri incluem:
- PraÑām/Parnām. प्रणाम/ परणाम  — Saudação genérica Hindu, antigo (PraÑām), é uma palavra do Sânscrito pronunciada geralmente em boiapuri como Parnām, traduzível como "Eu te saúdo". Pode ser usada como simplesmente ola e mesmo como até logo.
- Pae Lagoo / Paalagi / Paa lagat tani - toque no pé, costume para pegar benção dos mais velhos.
- Rām Rām/Jai Rām ji kī राम राम / जय राम जी की - "Tchau" ou mesmo "Olá"..
- Hamar/Hamār/Morā nām Bharat ha हमर / हमार / मोरा नाम भरत ह — Meu nome é Bharat.
- Kaisan Bā? कइसन बा ? — Como vai ?

As seguintes são muito usadas::
- kā ha? का ह? (informal)- E aí (quais são as últimas?), sab samāchār thīk ba? सब समाचार ठीक बा? tudo bem como vocês?
- khāek ho gaīl? खाएक हो गइल ? — A comida está pronta?
- Bīrgunj bahūte baDka shahar hot jā rahal bā. बीरगञ्ज बहुते बड़का शहर होत जा रहल बा. Birgunj está ficando uma cidade grande.
- Deshwālī logan ke Bhojpurī,Maithili,Awadhi,Hindi, ā urdū se māyā kareke chāhĩ देशवाली लोगन के भोजपुरी, मैथिली, अवधी, हिन्दी आ उर्दू से माया करेके चाहीं — o povo de Terai deve gostar de Bhojpuri, Maithili, Awadhi, Hindi, Urdu.
- Jūg jūg jiya/ khus rah जुग जुग जिय/ खुश रह – vida longa! / fique feliz!
- Beyr dūb gaīl? बेर डुब गईल? – o sol já se pôs?
- kaūni beyr?  कौनी बेर?– a que horas?

Outras:
- Onde está Mr. John? – मिस्टर जॉन कहाँ बाड़न? / मिस्टर जॉन कहाँ बानी?
- Onde está Ramesh? - रमेशवा केने बा? / रमेशवा केने बाटे?
- Quem Sita chamou? - सीता केकरा बोलौले बीया?

## Amostra de texto
Transliteração
Savahi līkāni ājāde jammelā āor oybiniyī ke barābara sammāna āor aghkāri prāpta habe. Oybiniyī ke pāsa samajha-būjha āor aṅtaḥkaraṇa ke ābāja hīybatā āor hunakī ke dīsarā ke sātha bhātha thāḍcārā ke bebahāra kare ke hīybalā.
Português
Todos seres humanos nascem livre e iguais em dignidade e direitos. São providos de razão e consciência e devem agir em relação aos outros num espírito de fraternidade.
(Artigo 1 da Declaração Universal dos Direitos Humanos)